# Yemisi Ransome-Kuti
Pour les articles homonymes, voir Ransome et Kuti.
Yemisi Ransome-Kuti est une féministe et activiste nigériane et  Membre de la Plus Excellente de l'Ordre de l'Empire Britannique par le Roi George VI).

## Biographie

### Enfance et éducation
Yemisi Ransome-Kuti est  une féministe et activiste nigériane. C'est la seule enfant de Azaria, Olusegun Ransome-Kuti MBE (qui est nommée Pharmacien-Chef de la Fédération du Nigeria en 1956 jusqu'à la retraite fédérale le Service Médical; en 1951, elle est  nommée Membre de la Plus Excellente de l'Ordre de l'Empire Britannique par le Roi George VI). Elle est aussi la petite-fille de la Late Rev. Canon Josias Ransome-Kuti. Sa tante Funmilayo Ransome-Kuti est une principale féministe au Nigeria, qui fait également partie de la délégation pour négocier l'indépendance du pays vis-à-vis des Britanniques.

### Vie privée
Ransome-Kuti est la cousine de Fela Kuti, Olikoye Kuti, Beko Ransome-Kuti et le premier Prix Nobel-gagnant de l'Afrique Wole Soyinka, dont la mère est une Ransome-Kuti. Elle a quatre enfants: Segun Bucknor par son premier mari, Naval Capt Frederick Oluwole Bucknor, et trois par son deuxième mari, Dr Kunle Soyemi - Bola Soyemi, Seun Soyemi et Eniola Soyemi. Avec Fela Kuti, Beko Kuti et Koye Kuti tous morts, Yemisi est la chef de la Ransome-Kuti famille.

### Engagement civique
Elle est la présidente et fondatrice récemment à la retraite de la Nigerian Réseau d'Organisations Non Gouvernementales (NNNGO). La première organisation du genre au Nigeria à réunir des organisations de la société civile, elle y travaille depuis sa création en 1992 à l'élaboration d'un programme harmonisé pour le développement du troisième secteur et son influence dans le cadre national.
Au début des années 1990, elle crée "Girl Watch"; une organisation visant à éduquer les jeunes filles nigérianes issues de milieux défavorisés. En 2006, elle est nommée conseillère de la société civile auprès de la Banque Mondiale. Yemisi Ransome-Kuti a été l'un des principaux responsables du travail pour le Nigeria afin d'atteindre ses objectifs de développement du millénaire et d'éradiquer la pauvreté.